# Tragwein
Tragwein es un municipio situado en el distrito de Freistadt, en el estado de Alta Austria, Austria. Tiene una población estimada, a inicios de 2023, de 3166 habitantes.
Está ubicado al noreste del estado, a poca distancia de la frontera con República Checa y el estado de Baja Austria, y al norte del río Danubio. 